# Sorbus reducta
Sorbus reducta là loài thực vật có hoa trong họ Hoa hồng. Loài này được Diels miêu tả khoa học đầu tiên năm 1912.